# リスナー
リスナー（英: listener）とは、英語で「聞く人」のこと。音楽を聴く人、つまりコンパクトディスク(CD)、ミニディスク(MD)などの購買層を指したり、ラジオを聞いている人のことをいうが、日本では専らラジオ聴取者のことを指すことが多い。これは、元ラジオたんぱアナウンサーの大橋照子アナが、自身の番組で聴取者のことをリスナーと呼んでいたことが広まったためと、本人が後に出演したいくつかの番組内で聴取者を呼ぶ名前を考えた経過を含めて語っている。
ラジオのリスナーは別名、「聴取者」と呼ばれ、テレビ等の映像と音があるものを視聴者（オーディエンス）と一般的に呼ばれている。
なお、一部の放送局・番組では愛称が付けられて呼ばれている（ZIP-FM（愛知県）の「ZIPPIE（ジッピー）」、Kiss-FM KOBE（兵庫県）の「Kissner（キスナー）」、FM NACK5（埼玉県）の「ナックファイバー」、ラジオ関西（兵庫県） - 青春ラジメニアの「ラジメニアン」、TOKYO FMをキー局に全国38局ネット - SCHOOL OF LOCK!の「生徒」、TOKYO FM（東京都） - Skyrocket Companyの「社員」など）。
民間放送（民放）では番組枠の広告（コマーシャル）を売って商売が成り立っており、ターゲットとするリスナーの多さがスポンサーに売り込む上で重要視されている。日本の場合、リスナーの調査は主にラジオ局側から委託された調査会社によって調べられ、聴取率となって報告される。この調査は定期的に一定の期間行われるが、「調査週間」と直接指す言葉ではなく「スペシャルウィーク」（他に「ダイナマイトウイーク」や「リスの日（リスナー調査の日の意と思われる）」などいろいろある。）などと言い換えられることが多い。調査期間中は、聴取者を増やすために、人気タレントの起用やゲストに呼んだり、葉書やメールを送ってくれたリスナーに対する賞金や賞品の拡充や、キャンペーンとして街中で番組グッズなどのプレゼント配布をしている。
リスナーが多い方が当然番組継続には有利になるが、スポンサーや局の意向であまり重要視されていない番組（単なる聴取率の多寡ではなく、特定セグメントに対する伝達効率が重視される場合）もある。